# 뤼카스 돈트
뤼카스 돈트(네덜란드어: Lukas Dhont, 1991년 5월 14일 ~ )는 벨기에의 영화 감독, 영화 각본가이다. 2018년 영화 《걸》을 통해 칸 영화제 황금카메라상과 퀴어종려상을 수상하며 전 세계적으로 이름을 알렸다.

## 작품 목록
- 걸 (2018)
- 클로즈 (2022)